# Anthony Mamo
Anthony Joseph Mamo OBE, QC (Birkirkara, 9 de enero de 1909 - Mosta, 1 de mayo de 2008) fue un abogado, político y I Presidente de Malta entre 1974 y 1976.

## Biografía
Nacido en Birkirkara, el 9 de enero de 1909. Hijo de Joseph Mamo y Carla Brincat. Hizo sus estudios en la Universidad de Malta. Estuvo casado con Margaret Agius (1939-2002).
Fue el 2° Gobernador General de Malta (1971-1974)